# Larry Marmouyet
Tetiamana Marmouyet – noto come Larry Marmouyet – (26 novembre 1980) è un calciatore francese nato a Tahiti, centrocampista del Tefana.

## Carriera
Con il Tefana ha giocato 5 partite nella OFC Champions League 2010-2011 e 7 partite nell'edizione successiva.